# Latarnia czarnoksięska (powieść)
Latarnia czarnoksięska. Obrazy naszych czasów – powieść społeczno-obyczajowa Józefa Ignacego Kraszewskiego, napisana w tzw. wołyńskim okresie jego życia i opublikowana w latach 1843–1844.
Ujęta łącznie w 8 tomach powieść podzielona jest na dwie części: pierwszą, której akcja toczy się na Wołyniu oraz drugą, która rozgrywa się w Warszawie. Bohaterem obydwu części jest Stanisław, w pierwszej – jako młody człowiek, przybywający z zagranicy do wuja na kresy i wraz z nim poznający ówczesny Wołyń, a w następnej – jako człowiek żonaty i stateczny, który znudzony opuszcza dom na Wołyniu udając się do Warszawy.

## Znaczenie tytułu
W przedmowie do drugiego wydania powieści (1872) autor wyjaśniał: „Latarnia czarnoksięska, jak sam tytuł wskazuje, miała być w myśli autora wiernym obrazem Wołynia około roku 1842. Celem jej było typy wybitniejsze, stosunki miejscowe, życie i prądy odwzorować wiernie, nie schodząc nigdy do fotografii żywych wzorów i unikając osobistości”.

## Wątek podróży
Motyw podróży bohatera po obcych dla niego stronach zaczerpnął pisarz z powieści osiemnastowiecznej (Tom Jones Fieldinga, Przypadki Idziego Blasa Lesage’a, Podróż sentymentalna Sterne'a). Postać ciekawego nowych wrażeń przybysza z innego środowiska, wędrującego po nieznanej sobie okolicy, stanowi pretekst do nakreślenia obrazu miejscowych stosunków społecznych i rozmaitych środowisk, a także sportretowania całej galerii tamtejszych postaci i typów. Życiowa naiwność młodego Stanisława i jego świeże spojrzenie na nową rzeczywistość uatrakcyjniają barwne opisy poznawanych miejsc i ludzi.

## Ocena przez współczesnych

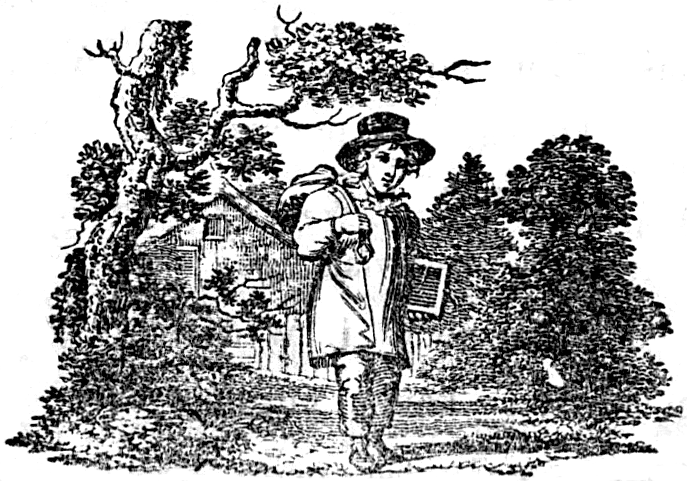
Grafika ilustracyjna z pierwszego wydania powieści

W epoce literackiej po 1840 roku, nacechowanej rozkwitem publicystyki społecznej, Latarnię czarnoksięską wysoko ceniono ze względu na dokumentalny charakter z wnikliwym i pogłębionym odmalowaniem różnych warstw społecznych – od ubogiego chłopstwa (m.in. w wydanym później wydzielonym opowiadaniu Historia Sawki) po arystokrację. Pisała o niej bardzo pochlebnie m.in. młoda Eliza Orzeszkowa, a Józef Korzeniowski dwukrotnie wspomina o jej frapującej treści w swej wydanej wkrótce potem powieści Spekulant (1845), zbliżonej również tematem i charakterem.
Zarazem utwór budził zaciekawienie jako atrakcyjnie napisany romans, odważnie wówczas podejmujący temat miłości kobiety dojrzałej – rozczarowanej nieudanym małżeństwem i znudzonej kolejnymi trywialnymi miłostkami, zubożałej hrabiny Julii, która w końcu zakochuje się do szaleństwa w młodziutkim bohaterze. W literaturze polskiej  Latarnia czarnoksięska zapowiada epokę dojrzałego realizmu.